# 安江和宣
安江 和宣（やすえ かずのり、1944年10月2日- ）は、日本の神道学者、神職。専門は、神社祭式、有職故実。皇學館大学名誉教授。神社本庁参与・祭式講師・教学委員。洲河崎神社宮司。

## 略歴
- 昭和42年（1967年） - 皇學館大学文学部卒業。
- 昭和42年（1967年） - 皇學館大學副手。
- 昭和44年（1969年） - 皇學館大學助手。
- 昭和51年（1976年） - 皇學館大學講師。
- 昭和56年（1981年） - 皇學館大學助教授。
- 平成3年（1991年） - 皇學館大學教授。
- 平成22年（2010年）- 皇學館大學退職。
- 平成25年（2013年）- 皇學館大學名誉教授。

## 著書

### 単著
- 『衣冠単・狩衣の著け方』（国書刊行会、平成10年（1998））
- 『神道祭祀論考』（神道史研究叢書11）（神道史学会、昭和54年（1979））
- 『大嘗祭神饌御供進儀の研究』（神社新報社、令和元年 (2019) ）ISBN 978-4-908128-23-3

### 共著
- （谷省吾先生退職記念神道学論文集編集委員会）『神道学論文集 : 谷省吾先生退職記念』（国書刊行会、平成7年（1995））

## ビデオソフト
- 「神社祭式行事作法」（全五巻）（国書刊行会、平成8年（1996））
- 「地鎮祭・上棟祭・竣功祭」（全5巻）（国書刊行会、平成9年（1997））
- 「衣紋道・装束の著け方」（全三巻）（国書刊行会、平成9年（1997））